# Tsareva Poljana
Tsareva Poljana (Bulgaars: Царева поляна) is een dorp in de Bulgaarse gemeente Stambolovo, oblast Chaskovo. Het dorp ligt hemelsbreed 17 km ten zuidoosten van Chaskovo en 213 km ten zuidoosten van Sofia. 

## Bevolking
Op 31 december 2020 telde het dorp Tsareva Poljana 331 inwoners. Het aantal inwoners toont al vele jaren een dalende trend: in 1946 had het dorp nog 1.077 inwoners.
| Bevolkingsontwikkeling tussen 1934 en 2020          |
| --------------------------------------------------- |
|                                                     |
| Bron: Nationaal Statistisch Instituut van Bulgarije |

In het dorp wonen grotendeels etnische Bulgaren. In de optionele volkstelling van 2011 identificeerden 227 van de 340 ondervraagden zichzelf als etnische Bulgaren, oftewel 67%. De overige inwoners identificeerden zichzelf vooral als etnische Turken (71 inwoners, oftewel 21%) of Roma (42 personen, oftewel 12%).
| Etnische samenstelling van de respondenten (2011) | Etnische samenstelling van de respondenten (2011) | Etnische samenstelling van de respondenten (2011) | Etnische samenstelling van de respondenten (2011) | Etnische samenstelling van de respondenten (2011) |
| ------------------------------------------------- | ------------------------------------------------- | ------------------------------------------------- | ------------------------------------------------- | ------------------------------------------------- |
|                                                   |                                                   |                                                   |                                                   |                                                   |
| Bulgaren                                          | Bulgaren                                          |                                                   | 66,8%                                             | 66,8%                                             |
| Turken                                            | Turken                                            |                                                   | 20,9%                                             | 20,9%                                             |
| Roma                                              | Roma                                              |                                                   | 12,4%                                             | 12,4%                                             |
| Anders/Onbekend                                   | Anders/Onbekend                                   |                                                   | 0,0%                                              | 0,0%                                              |